# VfL 07 Bremen
Der VfL 07 Bremen ist ein Fußballverein aus Bremen-Findorff.

## Geschichte
Der Verein wurde 1907 unter dem Namen FC Hohenzollern Bremen gegründet. Nach Gründung weiterer Abteilungen wurde er in den 1920er Jahren umbenannt.
Der größte Erfolg für den VfL 07 Bremen war 2007 der Verbandsligaaufstieg (jetzt Bremenliga). 2012 erfolgte der Abstieg, 2013 allerdings der direkte Wiederaufstieg. Ab der Saison 2013/14 spielte der VfL 07 wieder in der Bremen-Liga, ehe es 2018 erneut zurück in die Landesliga ging.

## Erfolge
- A- und B-Jugend im Fußball: Vor der Umstrukturierung 2000 in der Regionalliga Nord, heute Regional- und Landesliga
- 2007: Aufstieg der 1. Herrenmannschaft im Fußball in die Verbandsliga Bremen
- 2013: Aufstieg der 1. Herrenmannschaft im Fußball in die Verbandsliga Bremen